# Nepenthes rajah
Nepenthes Rajah H. é uma planta carnívora da família das nepentáceas. É uma espécie endêmica do Monte Kinabalu e também do Monte Tambuyukon em Sabah, Bornéu. A N. Rajah cresce exclusivamente sobre substratos de serpentina, particularmente em áreas de infiltração, onde o solo é solto e permanentemente úmido. A espécie vive numa faixa de 1.500 a 2.650 metros de altitude ao nível do mar sendo uma planta altiplana ou sub-alpina. Devido à sua distribuição localizada, N. Rajah é classificada como uma espécie em perigo pela IUCN e listado no Anexo I do CITES.

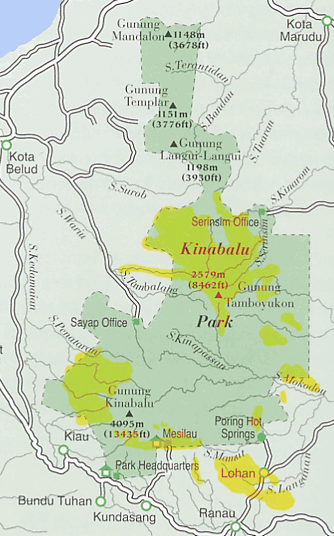
Afloramentos ultramáficos (amarelo) no Parque Nacional de Kinabalu (verde).

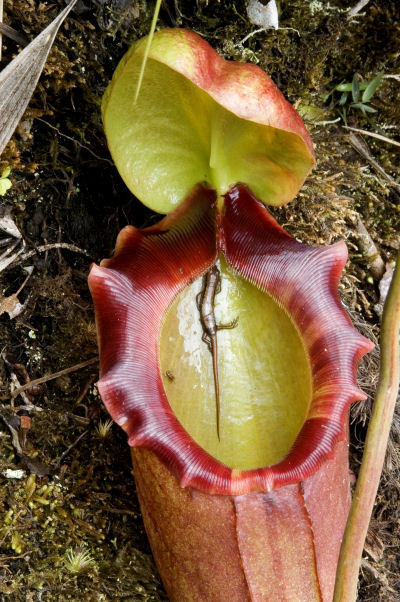
Um lagarto que ficou preso no jarro da N. rajah.

## Registros históricos
Inicialmente, exemplares foram coletados por Hugh Low no monte Kinabalu em 1858, e descrito no ano seguinte por Joseph Dalton Hooker, que o nomeou de James Brooke, o primeiro rajá branco de Sarawak, Índia. Hooker chamou de "uma das plantas descobertas mais marcantes".
Desde que foi introduzido para o cultivo em 1881, N. Rajah sempre foi uma das mais procuradas. Por um longo tempo, a planta era raramente vista em coleções particulares, devido à sua raridade, preço e exigências especiais crescentes. No entanto, recentes avanços em tecnologia de cultura de tecidos resultaram na queda dos preços dramaticamente, e N. Rajah é agora relativamente difundida no cultivo.

## Características Morfologicas
N. Rajah é famosa pela sua trepadeira em forma de jarro, que pode crescer até 35 cm de altura e 18 cm de largura. Esta planta consegue absorver 3,5 litros de água  e 2,5 litros de líquido digestivo, tornando-se, provavelmente, o maior do gênero em volume. Outra característica morfológica do N. Rajah é a penhora de folhas peltadas de lâmina e gavinha, que está presente em apenas algumas outras espécies.
A planta pode ocasionalmente prender pequenos vertebrados e até pequenos mamíferos, como ratos nas armadilhas em forma de jarro. É uma das duas únicas espécies de Nepenthes documentadas como capturadores de insetos, vertebrados, como sapos, lagartos, aves e mamíferos, a outra espécie é Nepenthes rafflesiana.
Outra característica fundamental do N. Rajah é a relativa facilidade com que pode se hibridizar na natureza. Híbridos entre elas e todas as outras espécies de Nepenthes no monte Kinabalu foram registrados. No entanto, devido seu crescimento natural lento, alguns híbridos foram artificialmente produzidos por enquanto.